# Георг Волц
Георг Волц (на немски: Georg Woltz) е изтъкнат немски фотограф, работил в България в началото на XX век.

## Биография
Роден е в Навплио през 1862 година. По произход е от Лотарингия. Пристига като фотограф в Княжество България от Гърция. От около 1900 година се установява в София, където отваря ателие на улица „Леге“ № 10, а по-късно ателието му се намира на улица „Славянска“ № 21.След 1912 г. ателието и домът на Георг Волц се намират на ул. Регентска № 48. Фотографското ателие било обзаведено с най-модерната за времето си апаратура. В него също имало и много богат избор на ателиерен реквизит (костюми) от всички възможни епохи.
Близък е с голяма част от българската аристокрация по това време. Поддържа приятелски отношения със семействата на Петко Славейков, Стефан Стамболов, Петко Каравелов, с писателя Михаил Кремен и с литературната четворка около списание „Мисъл“ – Пенчо Славейков, Пейо Яворов, Петко Тодоров и Кръстьо Кръстев. Негова е снимката на кръга „Мисъл“ от 1905 година. Работи като придворен фотограф на цар Фердинанд.
Женен е за Деша Пощакова. Имат дъщеря Жоржета (1910-2000) и син Рене (1914-1997).
По време на Балканската война е военен фотограф. Заснема първите бойни полети над Свиленград, Одрин, Чорлу, Чаталджа, Булаир и други. Негови фотографии са отпечатани в европейските издания на „Илюстрасион“ и „Илюстрирте Цайтунг“. Голяма част от военния архив на Георг Волц се съхранява в Националния военноисторически музей в София. Георг Волц, заедно със своята камера лети с аероплан. Тези фотографии са едни от първите в света снимки на самолетно разузнаване на военни обекти.
Едни от най-ранните панорамни снимки на Велико Търново, Искърския пролом и Белоградчишките скали са негови творби. Издавал е и множество пощенски картички с пейзажи от цяла България. Също така е правил опити за цветни природни снимки, чрез прецизно колориране и ретуш на стъклената плака
Умира през 1917 година в София. Погребан е в парцел № 39 на Централните софийски гробища.